# Schallaburg
Schallaburg je renesanční zámek v obci Schollach v okrese Melk v rakouské spolkové zemi Dolní Rakousy.

## Historie
Nálezy dokazují osídlení již v době římské. Jako první držitel „hrabství Schala“ je znám Sieghard von Schala, který byl roku 1104 v Řezně (Regensburg) zavražděn. Rod hrabat z Schala v krátké době vymřel.
Poprvé v roce 1242 byl hrad v listině uvedený jako pevnost „Schala“. Od 13. až do 15. století byli držitelé hradu páni ze Zelkingu.
Od roku 1450 do 1614 byl Schallaburg v držení pánů z Losensteina. V té době se prováděla zásadní přestavba hradu na renesanční zámek.
Po smrti „Hanse Wilhelma von Losenstein“ museli dědicové nadměrně zadlužený hrad prodat pánům ze Stubenberga, kteří v roce 1660 z náboženských důvodů museli prodat panství rodině „Kletzlů z Altenachu“. V roce 1762 získal hrad dvorní rada Bartoloměj z Tinti (asi 1703-1799). Karl Gustav baron Tinti v letech 1906-1908 nechal rekonstruovat arkádové nádvoří. Zchudlý Hugo baron z Tinti prodal v roce 1940 zámek Josef baronu z Nagel-Doornik ze staré vestfálské rodiny.
Po druhé světové válce byl hrad jako německý majetek převeden na USIA a podle Rakouské státní smlouvy převeden na zemi dolnorakouskou k dalšímu prodeji.

## Členění zámku
(Viz připojený nákres:)
- T Vysoká věž
- 1 Velké nádvoří
- 2 Malý dvůr
- 3 Obytný hrad (zřícenina)
- 4 Myslivna
- 5 Kaple (románská)
- 6 Rytířské kolbiště (renesanční zahrada)
- 7 Sídlo lovčího
- 8 Parkán
- 9 Severozápadní věž
- 10 Severovýchodní věž

## Slavnosti a výstavy
Od roku 1967 je Schallaburg v držení země dolnorakouské a poskytuje místo pro konání výstav a pro celoroční vyžití. V roce 1974 zahájena výstava "Renesance v Rakousku" a výstava v roce 1983 "Peru přes tisíciletí", první zemská výstava Dolních Rakous. Od 1976 do 1999 natáčení rozhlasového pořadu Willy Kralik (1929-2003), týdenní rozhlasový kviz "Rytířský turnaj na Schallaburgu". Od roku 1999 bylo vysílán pořad "Zámecké rytířské turnaje z rádia Dolní Rakousy" a od té doby pro celé Rakousko. Dne 11. června 1995 byla stálá výstava "Hračka - svět v malém i velkém představena sbírka Dr. Mayra". Od roku 1997 každoroční "Sváteční hry" a "Advent na zámku Schallaburg". Od roku 2003 také "Svátek anglického parku“. V roce 2005 příležitostná výstava "50 let Rakouské státní smlouvy zvláštní výstava o poválečném obsazení Rakouska v období 1945-1955. Byla tu vystavena originál listiny z Ruska, který normálně zemi neopouští.

### Výstavy na zámku Schallaburgu
Údaje do roku 2004 jsou ve slavnostním sborníku „30 let Schallaburgu".

## Obrazárna

Schallaburg
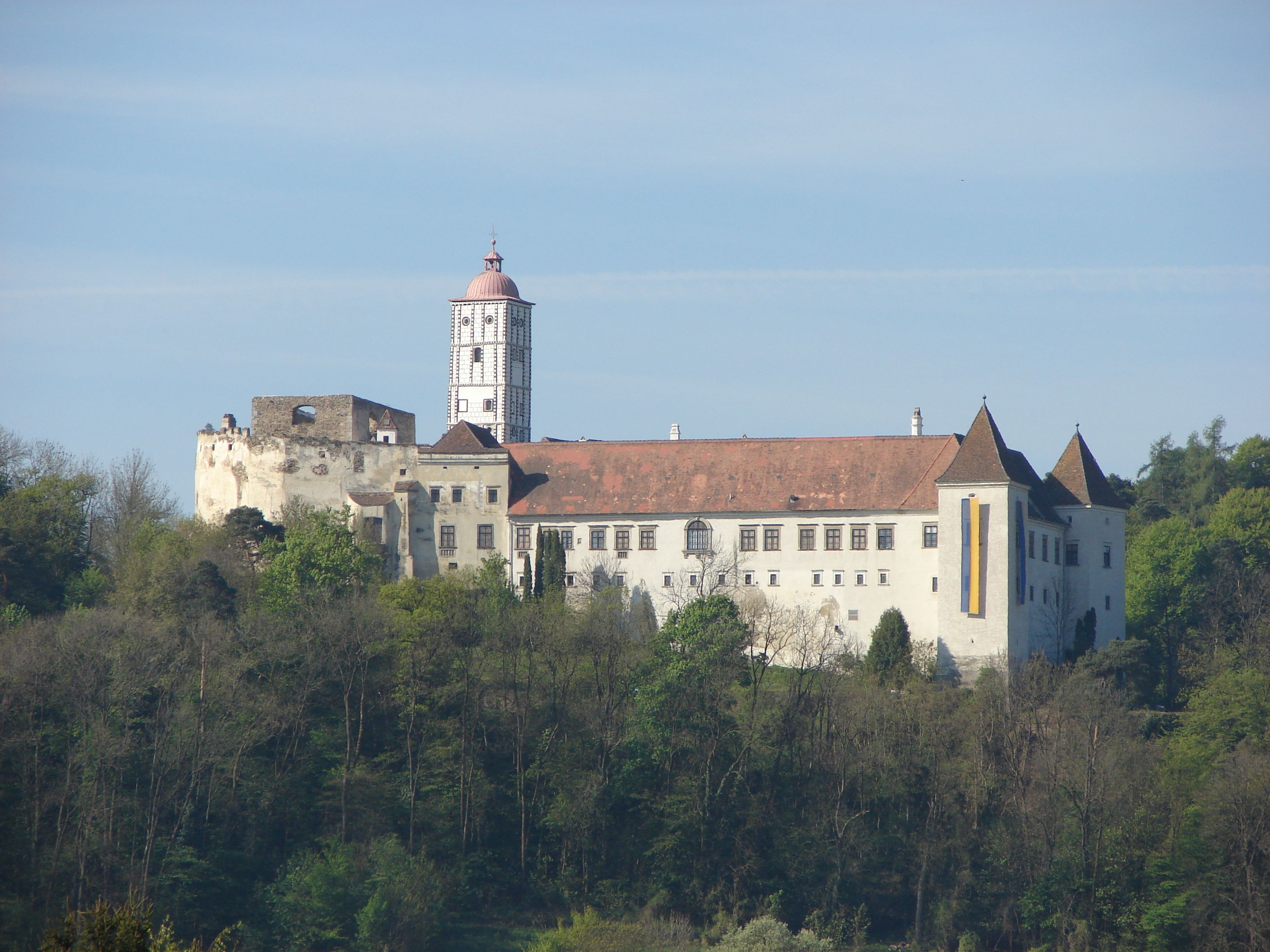
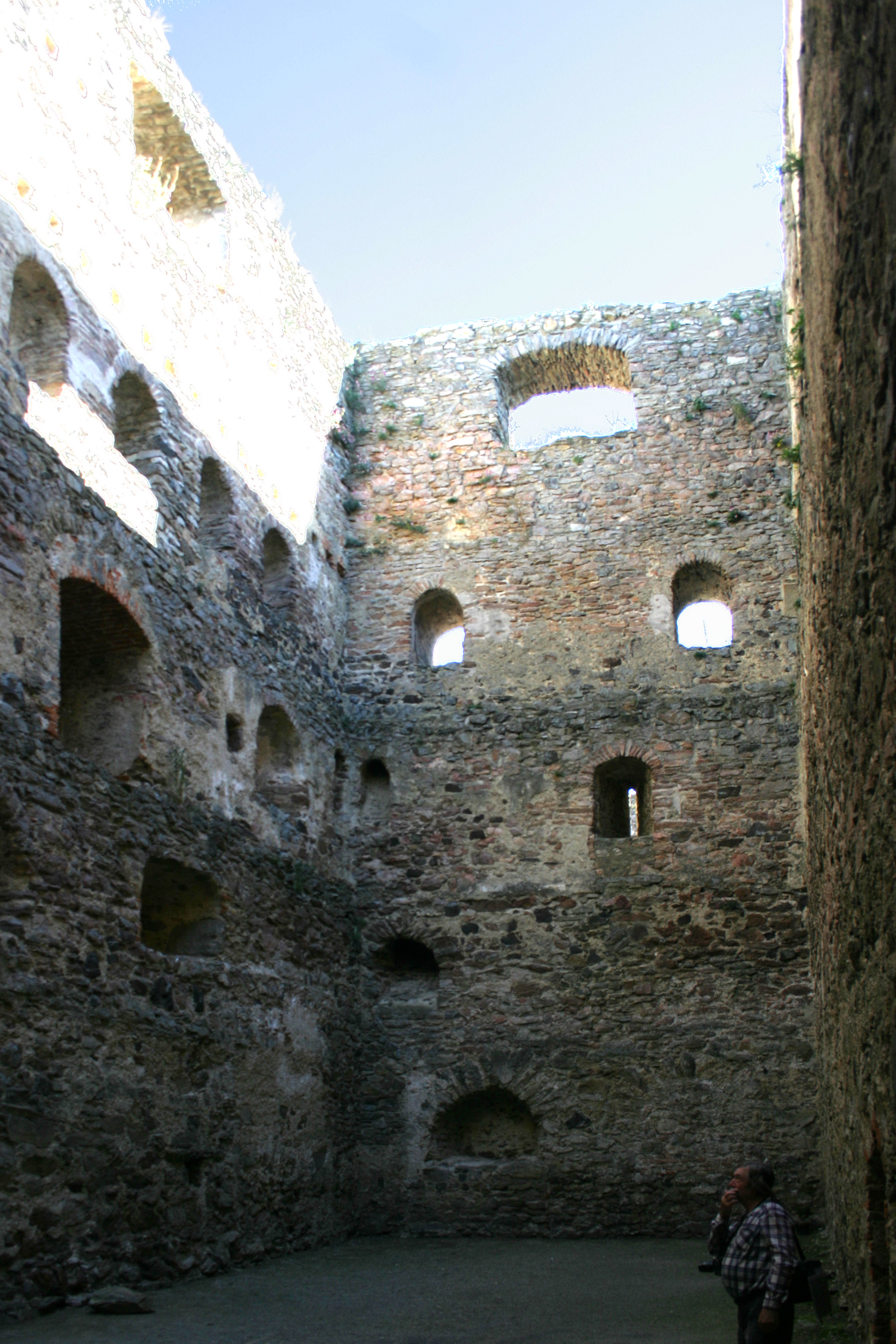
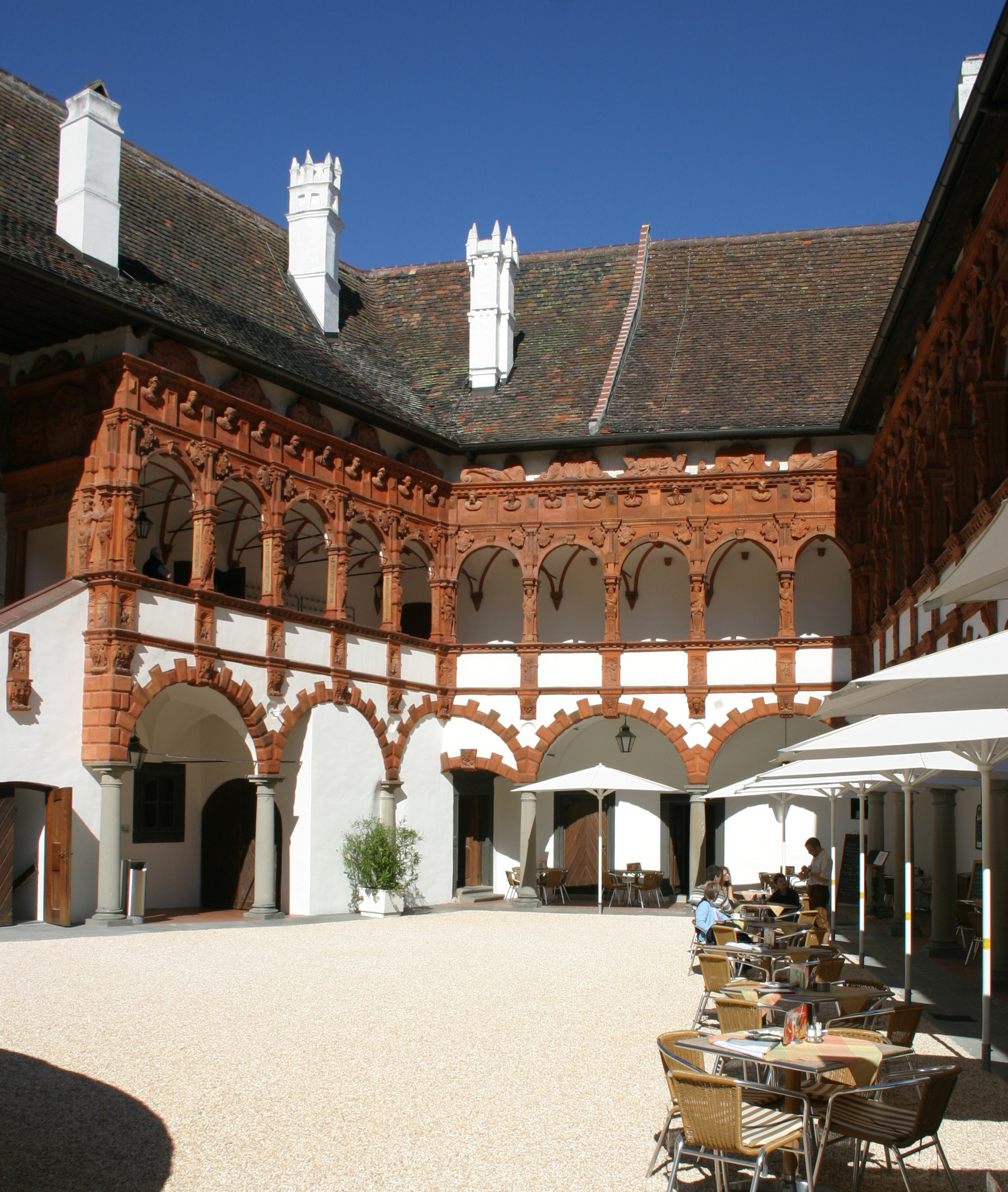
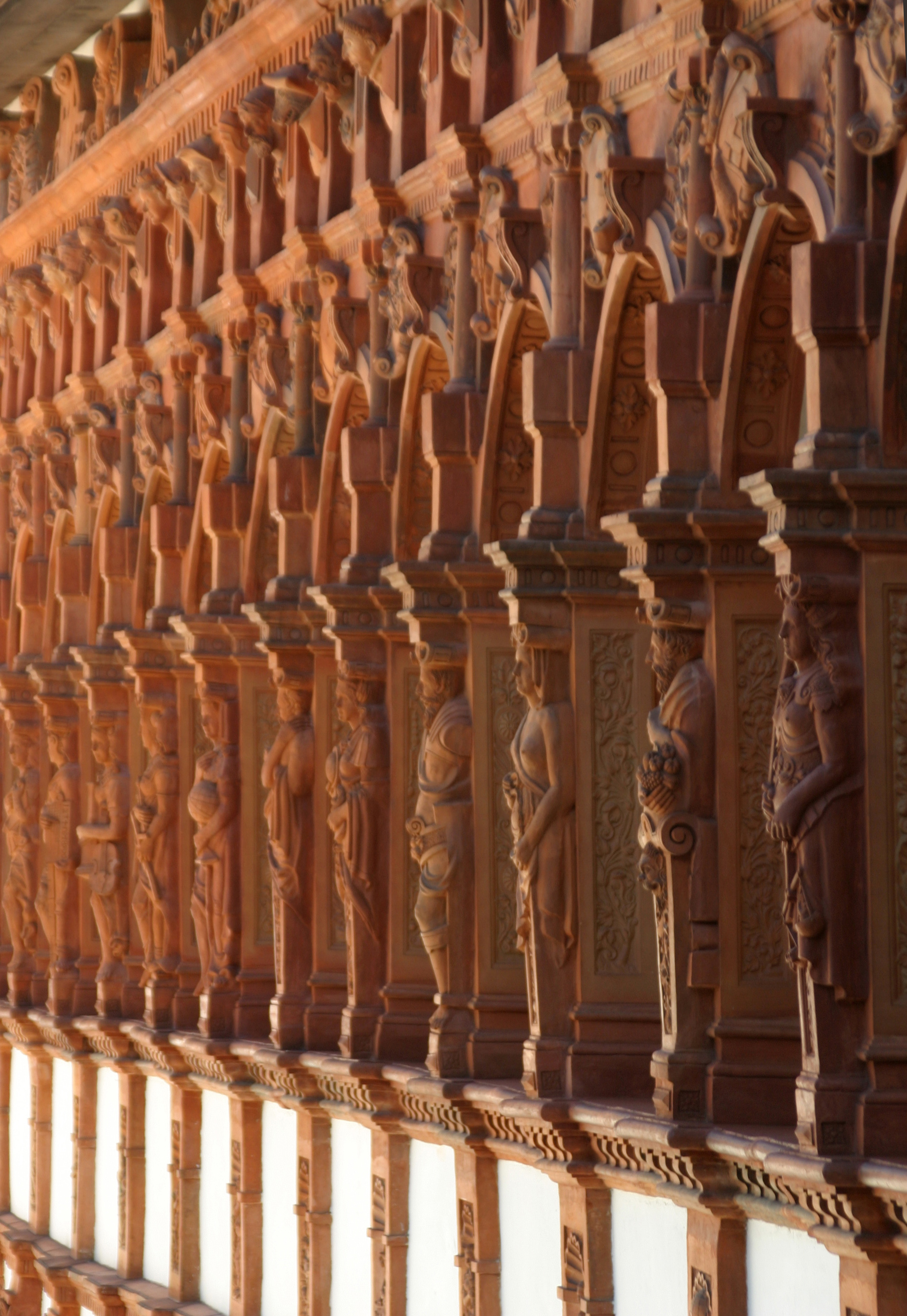
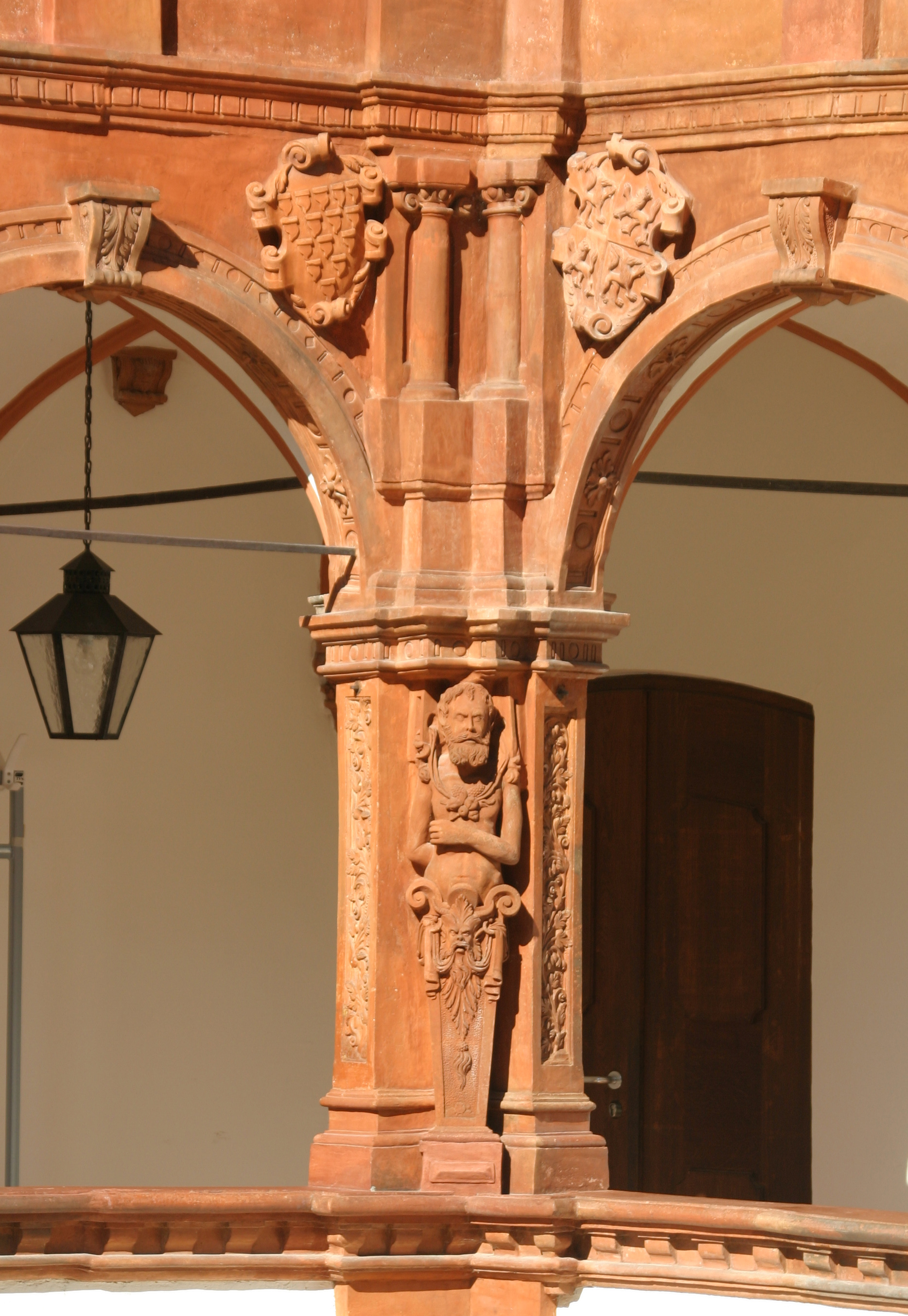
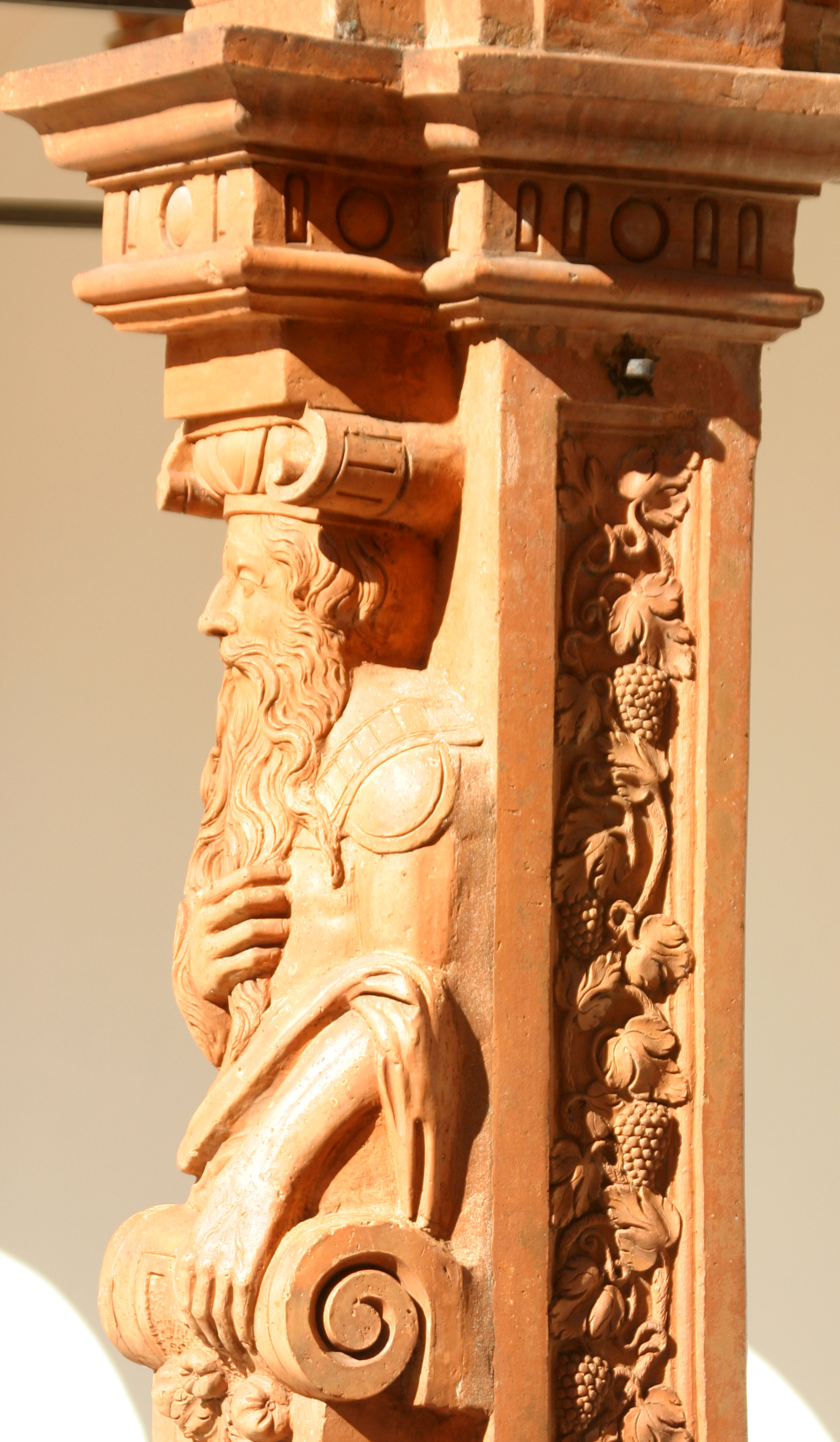